# Tragidion gracilipes
Tragidion gracilipes är en skalbaggsart som beskrevs av Linsley 1940. Tragidion gracilipes ingår i släktet Tragidion och familjen långhorningar. Inga underarter finns listade i Catalogue of Life.